# Geely CK

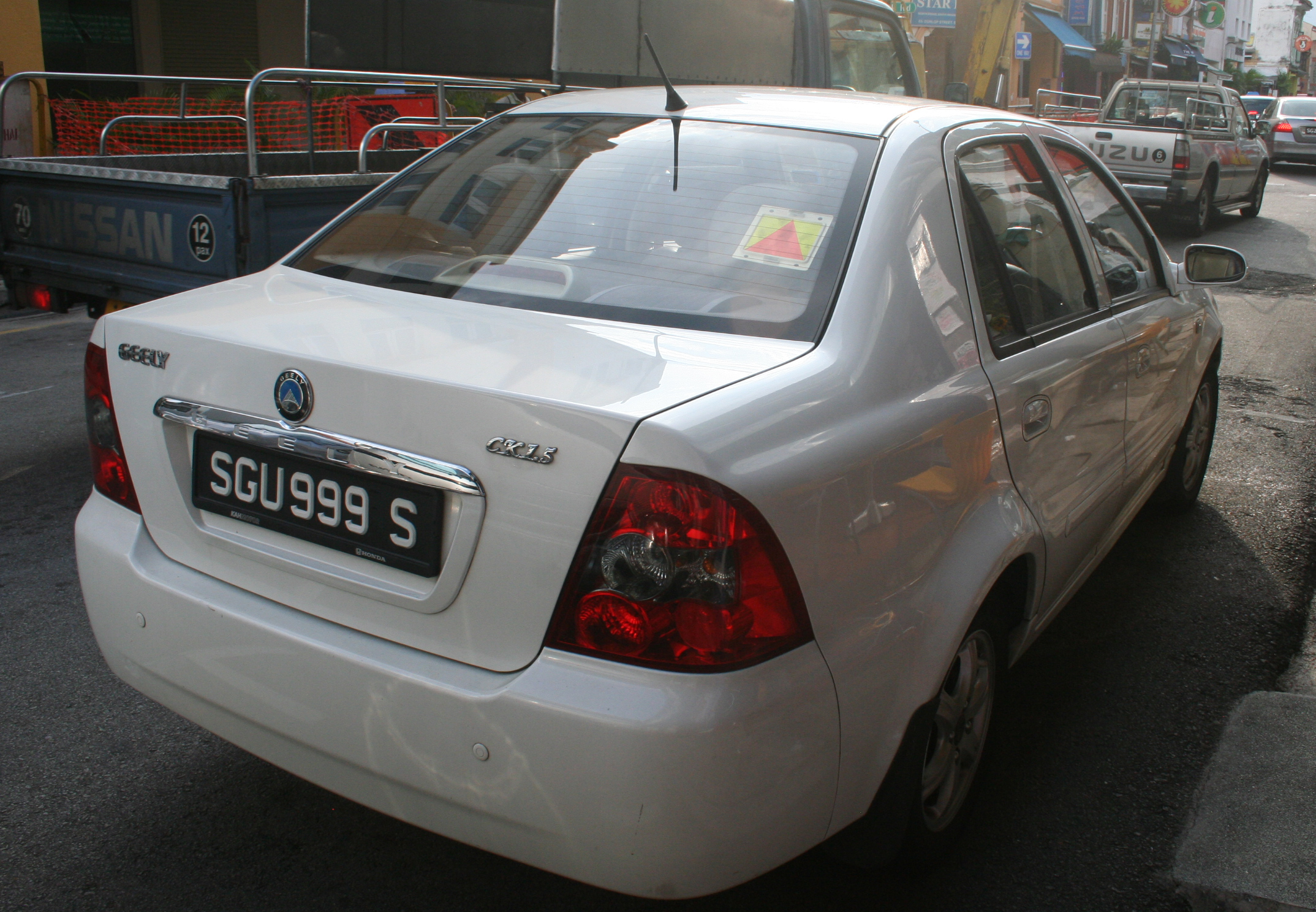
Heckansicht

Der Geely CK oder Geely Ziyoujian ist ein PKW des chinesischen Herstellers Geely der Marke Geely.
Als Motorisierung standen ein 1,3-Liter-Motor mit 63 kW und ein 1,5-Liter-Motor mit 69 kW zur Verfügung. Preislich war der Wagen noch einmal deutlich unter dem Geely MK angesiedelt.

## Sicherheit
Latin NCAP führte mit dem Fahrzeug im Oktober 2010 einen Crashtest durch, bei dem die Sicherheit der vorderen Insassen mit 0 von 5 Sternen bewertet wurde. Nach Aussage der Tester ist die Struktur des Wagens so schlecht, dass auch ein Airbag die Situation nicht verbessern würde.

## Technische Daten
|                                             | 1.3-5MT               | 1.5-5MT               |
| Motorkenndaten                              |                       |                       |
| Motortyp                                    | R4-Ottomotor          | R4-Ottomotor          |
| Hubraum                                     | 1342 cm³              | 1498 cm³              |
| max. Leistung bei min−1                     | 63 kW (86 PS) / 6000  | 75 kW (102 PS) / 5800 |
| max. Drehmoment bei min−1                   | 110 Nm / 5200         | 136 Nm / 2800–3400    |
| Kraftübertragung                            |                       |                       |
| Antrieb                                     | Vorderradantrieb      | Vorderradantrieb      |
| Getriebe, serienmäßig                       | 5-Gang-Schaltgetriebe | 5-Gang-Schaltgetriebe |
| Messwerte                                   |                       |                       |
| Höchstgeschwindigkeit                       | 150 km/h              | 150 km/h              |
| Beschleunigung, 0–100 km/h                  | 18,0 s                | 17,9 s                |
| Leergewicht                                 | 1112 kg               | 1069 kg               |
| Kraftstoffverbrauch auf 100 km (kombiniert) | 6,5 l Super           | 8,0 l Super           |
| Tankinhalt                                  | 45 l                  | 45 l                  |